# Peria lamis
Peria lamis är en fjärilsart som beskrevs av Pieter Cramer 1782. Peria lamis ingår i släktet Peria och familjen praktfjärilar. Inga underarter finns listade i Catalogue of Life.

## Bildgalleri

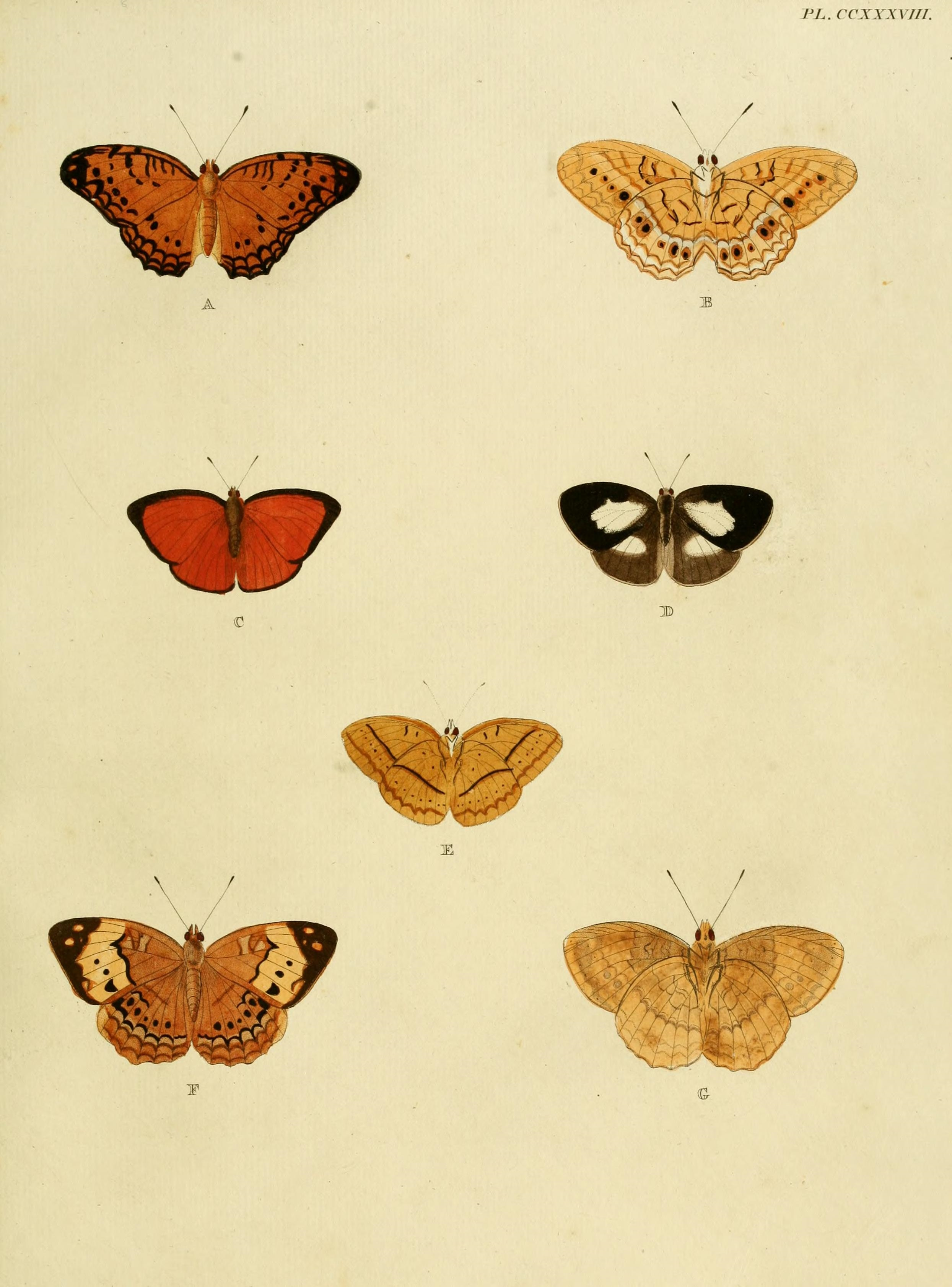